# Фитогенное поле
Фитоге́нное по́ле (эдасфе́ра) — часть пространства (биотопа), в пределах которой среда приобретает новые свойства под влиянием отдельного растительного организма. Термин предложен советским геоботаником и фитоценологом Алексеем Александровичем Урановым.
Эдасфера состоит из филлосферы, окружающей надземную часть растения, некроподиума — площади поверхности почвы, на которую распространяется опад, и ризосферы — части почвы, заполненной корнями.
Как экологические факторы являются формой влияния среды на растение, так и образование эдасферы является формой влияния растения на среду.
Растения влияют на окружающую среду прямо, выделяя или поглощая различные вещества:
- кислород в процессе фотосинтеза
- углекислый газ в процессе дыхания
- парообразную влагу в ходе транспирации
- жидкую влагу в ходе гуттации
- различные рекреты, секреты и экскреты

Также наблюдается и косвенное влияние растений на среду:
- затенение и понижение температуры пространства под растениями, особенно под крупными деревьями
- изменение механических свойств почвы корнями растений
- образование опада, который, разлагаясь, обеспечивает круговорот веществ в природе